# Oxytropis owerinii
Oxytropis owerinii är en ärtväxtart som beskrevs av Aleksandr Andrejevitj Bunge. Oxytropis owerinii ingår i släktet klovedlar, och familjen ärtväxter. Inga underarter finns listade i Catalogue of Life.